# Цигани (поема)
«Цигани» (рос. «Цыганы») — остання південна романтична поема російського поета Олександра Сергійовича Пушкіна. Провівши кілька днів у таборі бессарабських циган, поет працював над поемою з січня по жовтень 1824 року, спочатку в Одесі, потім у Михайловському. Остаточна редакція датована останніми місяцями того ж року. На сюжет поеми Сергій Рахманінов написав у 1892 році свою першу оперу «Алеко».

## Сюжет
Поема розповідає про любов циганки Земфіри і юнака Алеко, який залишив «неволю задушливих міст» заради степового привілля. Протягом двох років він кочує по степу разом з вільними циганами та своєю коханою. Нарешті, пісня Земфіри і віщий сон відкривають йому очі на її невірність. Старий батько дівчини пропонує Алеко не перешкоджати щастю дівчини, приводячи як приклад свої відносини з матір'ю Земфіри — Маріулою. Дітям степів чуже прагнення європейця втручатися в природний хід подій і намагатися контролювати його. В іншій оповіді старий переповідає легенду про закинутого в степ поета; Алеко не без подиву впізнає в ньому Овідія, колись вигнаного з Давнього Риму на чорноморський берег.
Заставши Земфіру під час побачення з молодим циганом, Алеко нехтує радою старого і заколює їх обох. Цигани не можуть зрозуміти його егоїстичного прагнення володіти улюбленої ціною її життя: «Залиш нас, горда людино!»

## Місце у творчості Пушкіна
«Цигани» відтворюють основну колізію «Кавказького бранця» (1821), що сходить до повісті Шатобріана «Атала» (1801): розчарований байронічний герой не в змозі розчинитися серед «благородних дикунів», хоча і пристрасно бажає цього. У цій поемі Пушкін поступово звільняється від свого колишнього байронізму; наявна «еволюція від вільного, солодкозвучного <…> стилю його юності до суворої краси останніх речей» (Д. С. Мирський).

## Літературознавчий аналіз
Згідно з Д. С. Мирським, основна тема поеми — «трагічна нездатність складної, цивілізованої людини відкинути звичні почуття і пристрасті, особливо почуття власника по відношенню до своєї обраниці. На перший погляд, поема є рішучим утвердженням свободи — свободи жінки по відношенню до чоловіка — і рішучим засудженням неприродного зла — помсти і покарання. Це явне й очевидне виправдання анархізму, і в цьому сенсі про поему говорили Достоєвський (в знаменитій „пушкінській промові“) і В'ячеслав Іванов».
У інтертекстуальному тематичному аспекті поема являє собою свого роду «вінець» південних поетичних творів Пушкіна. Твір є близьким іншій значущій південній поемі Пушкіна — «Кавказький бранець»: у фокусі уваги автора знаходиться Алеко, самодостатній герой, безумовно, наділений яскраво вираженими романтичними рисами, людина європейського складу розуму, яка демонстративно протиставляє себе навколишньому, неосяжному у своїй повноті, світу, існуючому на основі «природних», первозданних законів. Волелюбний Алеко, центральний герой поетичного тексту, не тільки схильний піддаватися бунтівним пристрастям, але приречений сам породжувати їх. Він являє собою зневірений, самотній і незрозумілий символ часу, який, з одного боку, приваблює своєю неповторністю та самобутністю, а з іншого боку, страшний і небезпечний у своїй приреченості й зумовленості. Його, вічного, безутішного «втікача», переслідує закон. Традиційний, канонізований у західноєвропейській і частково в російській літературі тип байронічного героя виявляється развінчаним у цьому творі, він демонструє свою практичну та вітальну неспроможність. Алеко усвідомлює, що шляхи до відступу в цивілізований, впорядкований світ відсутні та сміливо вирушає вперед: його інстинктивно приваблює неповторний стихійний побут циган з його безпосередньою динамікою і всебічною строкатістю.
Герой відчайдушно мріє знайти справжню волю в цьому світі, позбутися гнітючого впливу минулої спустошливої пристрасті, забути нещасливе кохання. Тим не менш, Алеко виявляється нездатним на це: причиною тому його тривалий внутрішній конфлікт, спричинений небажанням розрізняти свободу для себе і свободу взагалі, в чистому вигляді. Усі колосальні зусилля, які він докладає до того, щоб відшукати невловиму свободу в зовнішньому світі, замість того, щоб розпізнати сутнісний дух свободи всередині самого себе. Саме тому він противиться тій «правді життя», яку нещадно відкриває йому мудрий Старий, а головна екзистенціальна помилка Алеко полягає в тому, що він схильний сприймати любов в контексті особистого права, що не дозволяє центральному герою знайти бачення справжньої універсальної волі. Демонстративне презирство, яке викликає у нього залишений «світ», не дає йому спокою і видає безлад, що панує в душі героя: пам'ять про старий ненависний «світ» все ще жива, вона ніколи не помре, так що герой приречений на постійну внутрішню екзистенціальну муку. Більш того, Алеко продовжує відчувати злотворний вплив цього світу, який він приніс з собою в стихійний вільний простір циган: це і гордість і себелюбство, непереборне бажання володіти долею іншої людини, мстивість і дикі, інстинктивні ревнощі — це все фатальні риси століття, світоглядної епохи, до якої має нещастя належати Алеко.
Паралельно і в співвіднесеності з головною сюжетною лінією, що розкривається у внутрішньому протиборстві, звучить розповідь старого цигана про Овідія-вигнанця. Пушкін, говорячи вустами Старого, ставить акцент на непорушній мужності і великих стражданнях знедоленого римського поета-вигнанця. Алеко, залишаючись в «кайданах просвітлення», оцінює оповідання цигана, виходячи зі своїх установок, зміцнюючись у думках про неправедність гонінь. Біда Алеко в тому, що він так і не навчився прощати, будучи не в змозі скинути з себе ці «кайдани»; в ньому в будь-яку хвилину може прокинутися демонічне начало, він одержимий прихованими вадами, від яких, як би він не старався, йому все одно не вдасться втекти.
Любовна пісня Земфіри, гімн справжньої, непорушної волі, пробуджує цю нестримну інфернальну істоту. Алеко в повній відповідності з каноном романтичного героя реагує на історію про Маріулу, дружину Старого, увірувавши в неможливість відкинути один з основоположних законів «цивілізації» — права на власність в будь-якому прояві. У підсумку він, будучи загнаним у коло і не маючи шансів вирватися з нього, вбиває Земфіру і молодого цигана, що є апогеєм реалізації хибної байронічної екзистенції. Старий же сповідує Правду Божу, протиставлену фатальному неприборканому буянню демонічних пристрастей, що чекають можливості вирватися назовні. Таким чином, Пушкін, так чи інакше, керуючись інтуїтивними або раціональними прагненнями, постає в ролі «могильника» оспіваного в західноєвропейській і російській поезії злочинного байронічного начала, яке, по суті, протиставляє себе творчій божественній енергії. Батько Земфіри є втіленням справжнього знання про життя, символом всепрощення і непротивлення подіям життя. Він вимовляє духовний вирок Алеко; проте «золотий вік» залишається в минулому, так що безумовна Правда Старого не є настільки однозначною в умовах навколишнього світу, який виявляється зараженим «фатальними пристрастями», незважаючи на підсумкове заперечення ідеї порочного згубного індивідуалізму.
Романтичні прикмети пушкінського тексту виразно проявляються в актуалізованому етнографічному колориті простору поеми, ритміко-інтонаційній насиченості і музикальності поетичного слова; характери не є історично вмотивовані, що також вказує на романтичну віднесеність твору.

## Виконання
- Художнє читання поеми Дмитром Журавльовим[2].
- Уривки поеми:[3],[4]. Читає Всеволод Якут. Запис з грамплатівки «Фонохрестоматия» (1973).
- Радіоспектакль. У ролях: Рубен Симонов, Олена Ізмайлова, Михайло Державін, Михайло Астангов, Юрій Любимов. Пісню «Старий чоловік, грізний чоловік…» виконує Вероніка Борисенко.[5].
- Радіопостановка Ленінградського радіо. Режисер Бруно Фрейндліх. Виконавці: Олександр Рахленко, Лев Колесов, Віра Вельямінова, Юрій Толубєєв, Григорій Гай[6].

## Публікація і успіх
В уривках поема була опублікована в передовому альманасі «Полярна зірка» в одному з номерів за 1825 рік, а слідом за першою фрагментарною публікацією відбулася друга, в альманасі Дельвіга «Північні квіти» за 1826 рік. У цих літературних періодичних виданнях окремі уривки поеми «Цигани» були надруковані самим Пушкіним, а перший повний варіант цього поетичного тексту вийшов у світ окремим виданням у 1827 році.
Остання з південних поем Пушкіна не мала такого успіху у російської публіки, як дві попередні. Однак пушкінське трактування циганської теми, яка взагалі була затребувана романтиками (до Пушкіна до неї зверталися Гете і Вальтер Скотт), викликала жвавий інтерес за кордоном. Вже в 1835 році Джордж Борроу переклав пісню Земфіри на англійську. Георг Брандес припускав, що саме пушкінська поема навела Проспера Меріме на думку написати повість про циган («Кармен»), тим більше що Меріме в 1852 році видав прозовий переклад «Циган» французькою.

## Музика
Увагу сучасників Пушкіна своєї ритмічною виразністю привернула пристрасна пісня Земфіри «Старий чоловік, грізний чоловік, Ріж мене, пали мене…». Вона була покладена на музику Олексієм Верстовським та Петром Чайковським, також перекладена кількома європейськими мовами.
У 1892 році композитор Сергій Рахманінов органічно втілив художній задум Пушкіна в музиці, створивши оперу «Алеко» (екранізована в 1953 році). У пушкінознавстві довгий час побутувала легенда про те, що першу оперу на сюжет «Циган» написав Вальтер Гете (онук поета).

## У астрономії
На честь героїні поеми Олександра Пушкіна Земфіри за пропозицією М. Комендантова названий астероїд 1014 Земфіра, відкритий 29 січня 1924 року К. Райнмутом в Гайдельберзі, в столітню річницю написання поеми.